# Walschbronn
Walschbronn és un municipi francès situat al departament del Mosel·la i a la regió del Gran Est. L'any 2007 tenia 548 habitants.

## Demografia

### Població
El 2007 la població de fet de Walschbronn era de 548 persones. Hi havia 219 famílies, de les quals 46 eren unipersonals (25 homes vivint sols i 21 dones vivint soles), 70 parelles sense fills, 82 parelles amb fills i 21 famílies monoparentals amb fills.
La població ha evolucionat segons el següent gràfic:
Habitants censats

### Habitatges
El 2007 hi havia 250 habitatges, 214 eren l'habitatge principal de la família, 17 eren segones residències i 19 estaven desocupats. 212 eren cases i 30 eren apartaments. Dels 214 habitatges principals, 171 estaven ocupats pels seus propietaris, 34 estaven llogats i ocupats pels llogaters i 9 estaven cedits a títol gratuït; 5 tenien una cambra, 6 en tenien dues, 22 en tenien tres, 34 en tenien quatre i 147 en tenien cinc o més. 177 habitatges disposaven pel capbaix d'una plaça de pàrquing. A 83 habitatges hi havia un automòbil i a 112 n'hi havia dos o més.

### Piràmide de població
La piràmide de població per edats i sexe el 2009 era:
| Homes | Edats   | Dones |
| ----- | ------- | ----- |
| 0     | 95 o +  | 0     |
| 0     | 90 a 94 | 4     |
| 0     | 85 a 89 | 8     |
| 4     | 80 a 84 | 8     |
| 4     | 75 a 79 | 8     |
| 8     | 70 a 74 | 8     |
| 32    | 65 a 69 | 12    |
| 4     | 60 a 64 | 20    |
| 12    | 55 a 59 | 8     |
| 4     | 50 a 54 | 16    |
| 20    | 45 a 49 | 4     |
| 32    | 40 a 44 | 24    |
| 20    | 35 a 39 | 32    |
| 24    | 30 a 34 | 28    |
| 16    | 25 a 29 | 12    |
| 8     | 20 a 24 | 0     |
| 20    | 15 a 19 | 28    |
| 16    | 10 a 14 | 16    |
| 12    | 5 a 9   | 20    |
| 12    | 0 a 4   | 12    |

## Economia
El 2007 la població en edat de treballar era de 346 persones, 251 eren actives i 95 eren inactives. De les 251 persones actives 220 estaven ocupades (133 homes i 87 dones) i 31 estaven aturades (11 homes i 20 dones). De les 95 persones inactives 21 estaven jubilades, 28 estaven estudiant i 46 estaven classificades com a «altres inactius».

### Ingressos
El 2009 a Walschbronn hi havia 216 unitats fiscals que integraven 529 persones, la mediana anual d'ingressos fiscals per persona era de 16.876 €.

### Activitats econòmiques
Dels 11 establiments que hi havia el 2007, 1 era d'una empresa alimentària, 1 d'una empresa de construcció, 3 d'empreses de comerç i reparació d'automòbils, 1 d'una empresa d'hostatgeria i restauració, 1 d'una empresa d'informació i comunicació, 1 d'una empresa financera, 1 d'una empresa immobiliària, 1 d'una empresa de serveis i 1 d'una empresa classificada com a «altres activitats de serveis».
Dels 4 establiments de servei als particulars que hi havia el 2009, 1 era una oficina bancària, 1 lampisteria, 1 perruqueria i 1 restaurant.
Dels 2 establiments comercials que hi havia el 2009, 1 era una botiga de més de 120 m² i 1 una botiga de menys de 120 m².
L'any 2000 a Walschbronn hi havia 15 explotacions agrícoles que ocupaven un total de 763 hectàrees.

## Poblacions més properes
El següent diagrama mostra les poblacions més properes.